# ユースフ・イドリース
ユースフ・イドリース（يوسف إدريس, Yusuf Idris、1927年5月19日 - 1991年8月1日）はエジプトの作家。カイロ大学医学部に入学後、反体制運動に参加。ハラームやハラールをはじめとするイスラーム社会の根幹をなす価値観や、自身が体験したエジプトの独立を作品のテーマとした。

## 主要訳書
- Al-Haram , 1959年　邦訳『ハラーム』　奴田原睦明訳、第三書館、1984年
- Al-'Askari al-aswad , 1962年　邦訳『黒い警官』　奴田原睦明訳、集英社〈集英社ギャラリー世界の文学〉、1991年
- Bait min Lahm , 1971年　邦訳『肉の家』　奴田原睦明訳、集英社〈集英社ギャラリー世界の文学〉、1991年

## 外部サイト
- Youssef Idrees from Egypt state information service.